# Gonepteryx cleopatra
Gonepteryx cleopatra, vulgo borboleta-cleópatra, é uma espécie de insetos lepidópteros, mais especificamente de borboletas pertencente à família Pieridae.
A autoridade científica da espécie é Linnaeus, tendo sido descrita no ano de 1767.
Vive em bosque abertos com a presença da sua planta hospedeira o aderno (Rhamnus alaternus).
Trata-se de uma espécie presente no território português.

## Descrição

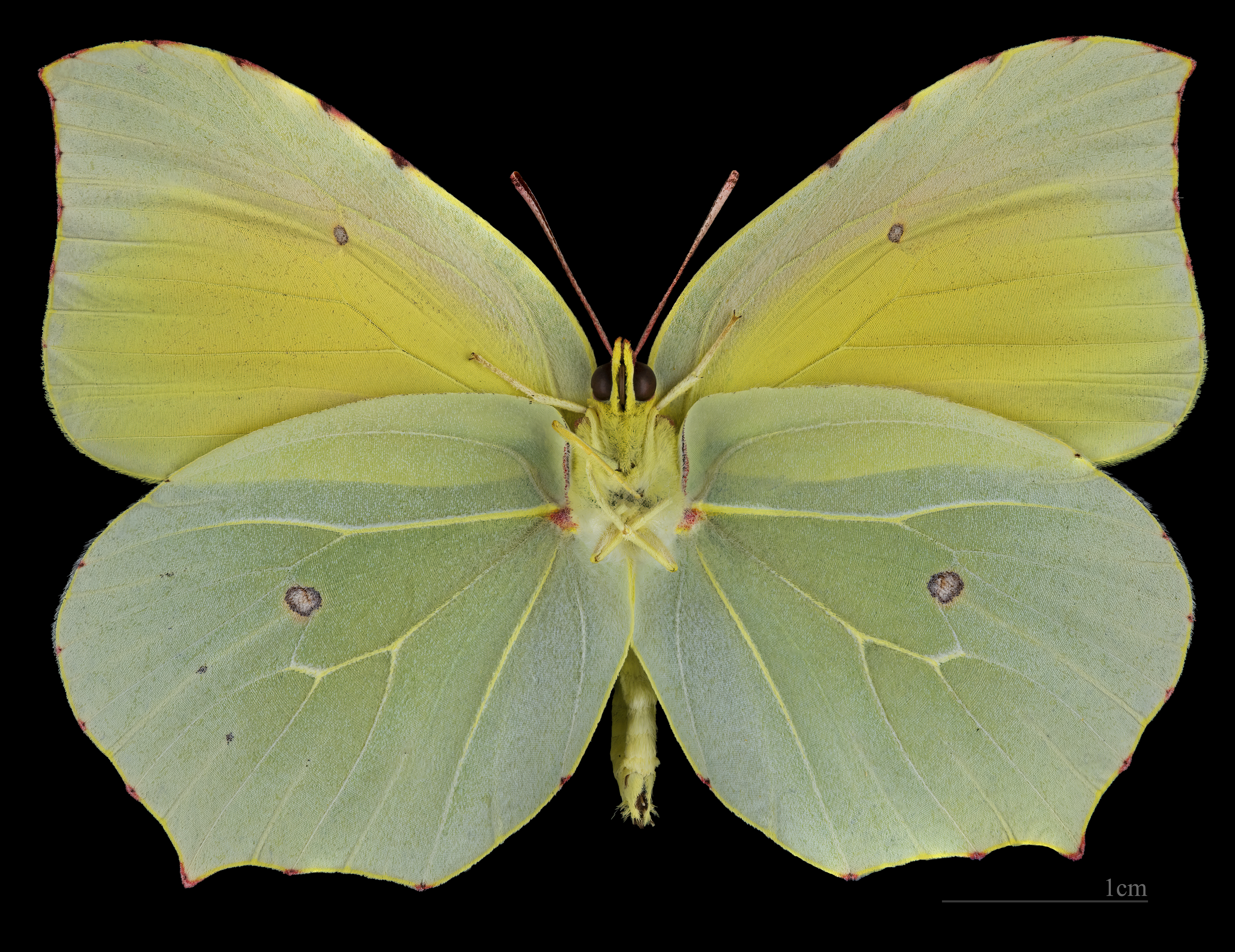
Gonepteryx cleopatra ♂
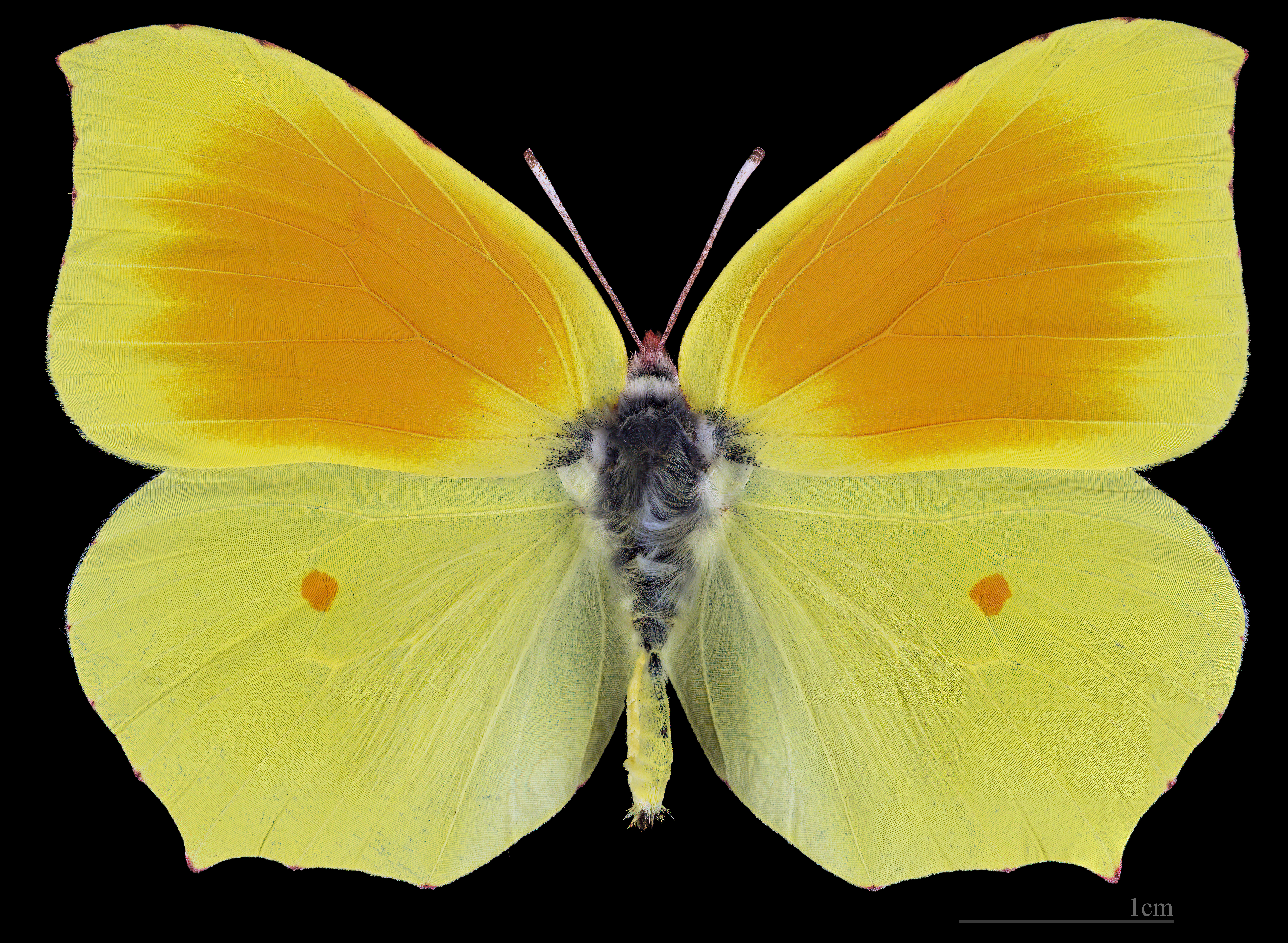
Gonepteryx cleopatra ♂  △